# Коллективы солидарности
«Коллекти́вы солида́рности» (сокр. КС, КолСо́л; англ. Solidarity Collectives) — волонтёрская сеть, специализирующаяся на помощи левым военным в рядах Вооруженных сил Украины, а также на гуманитарной поддержке людей и животных, находящихся на прифронтовых территориях. Среди своих главных принципов, которые подчёркивают КС — антиавторитарность, антиимпериализм, антифашизм, солидаризация с близкими по духу инициативами.
Логотип «Коллективов солидарности» представляет собой лигатуру латинских букв S и C, от англ. Solidarity Collectives.
В октябре 2023 года Министерство информации Республики Беларусь внесло Telegram-канал «Коллективов солидарности» в «Список экстремистских материалов».

## История
Предшественницей «Коллективов солидарности» была инициатива под названием «Операция „Солидарность”», возникшая 23 февраля 2022 на фоне речи Владимира Путина накануне полномасштабного вторжения России в Украину. Инициатива объединила активистов из разнообразных левых кругов (в основном анархистского, в меньшей степени марксистского и социалистического в целом, феминистического, экологического, профсоюзного и т.п.), одна часть из которых ушла на фронт, а другая — вознамерилась помогать им со снаряжением. Многие из этих же бойцов с антиавторитарными взглядами присоединились к Комитету сопротивления. С мая по июль того же года «Операция „Солидарность”» раскололась на несколько организаций, среди которых, непосредственно, были «Коллективы солидарности».
С июня 2022 года «Коллективы солидарности» помогают военным с потребностями в снаряжении, а с начала 2023-го совершают путешествия в прифронтовые города с гуманитарными миссиями. В феврале 2023 года КолСол реализовал свою первую поездку в Лиман, привезя местным жителям теплую одежду, обогреватели, зарядные устройства и другую гуманитарную помощь. После уничтожения российской армией Каховской ГЭС 6 июня 2023 года представители «Коллективов солидарности» прибыли в Никополь, закупив питьевую воду для Никопольского профессионального училища и привезя большие емкости для питьевой воды. Также «Коллективы» осуществили гуманитарные миссии в Кривой Рог, Доброполье, Купянске и другие города.
В конце апреля 2024 года «Коллективы солидарности» присоединились к акции в Одессе, которая состояла в высадке деревьев в память о павших в российско-украинской войне интернациональных добровольцах. Акция преследовала цель почтить погибших российского анархиста Дмитрия Петрова, ирландского социалиста Финбара Кафферки и американского активиста Купера Эндрюса.
23 июня 2024 года «Коллективы солидарности» провели публичное мероприятие по случаю своего двухлетия. Событие сопровождалось выставкой фотографий по гуманитарным поездкам, фримаркетом и дискуссией о самоорганизации в военное время, в которой, в частности, приняли участие бойцы из анархистских коллективов «Экологическая платформа» и «Комитет сопротивления».
На протяжении всей истории «Коллективов солидарности» с ними сотрудничал ряд украинских и международных левых инициатив, среди которых «Анархический Чёрный Крест», «Прямое действие», «Социальный рух», ряд иностранных профсоюзов (в т.ч. французская «Всеобщая конфедерация труда» и польская «Рабочая инициатива») и интернационалов (например, «Международное единство трудящихся Четвёртого Интернационала») и другие.

## Структура и направления деятельности
«Коллективы солидарности» не имеют лидера и соблюдают горизонтальную структуру. Представители волонтёрской сети называют три основных направления своей деятельности: милитарное, гуманитарное и медийное.

### Милитарное направление
«Коллективы солидарности» называют обеспечение всем необходимым антиавторитарным военным своей основной задачей с начала войны. Через собрание пожертвований волонтерская инициатива снаряжает военных бронежилетами, касками, тепловизорами, дронами и т.д. Около сотни военных получают регулярную помощь от Колсола. С июня 2024 года спаивание и сбор дронов стала одной из составляющих милитарного направления деятельности «Коллективов».

### Гуманитарное направление
Гуманитарное направление не было основным с начала деятельности «Коллективов» и возникло тогда, когда на их складах накопилось много вещей, которые не требовались военным, но могли пригодиться гражданским лицам.  Волонтерской сети подчиняется по меньшей мере четыре склада и автопарк, которые используются для доставки гуманитарной помощи в прифронтовые районы. «Коллективы» организовывали гуманитарные конвои в Бучу, Белогородку, Краматорск и другие города. Среди доставляемой гуманитарной помощи — медикаменты, одежда, продукты питания, спальные мешки, матрасы, газовые баллоны и электронное оборудование.

### Медийное направление
КолСол проводит активную медийную работу, расширяя тезисы о важности поддержки Украины в российско-украинской войне, рассказывая о военных преступлениях российской армии, деятельности левых в Украине в военное время, распространяя идеи антиавторитарности и социального равенства. Для этого «Коллективы» используют соцсети, интервью, участие в дебатах и конференциях.